# مزيل روائح

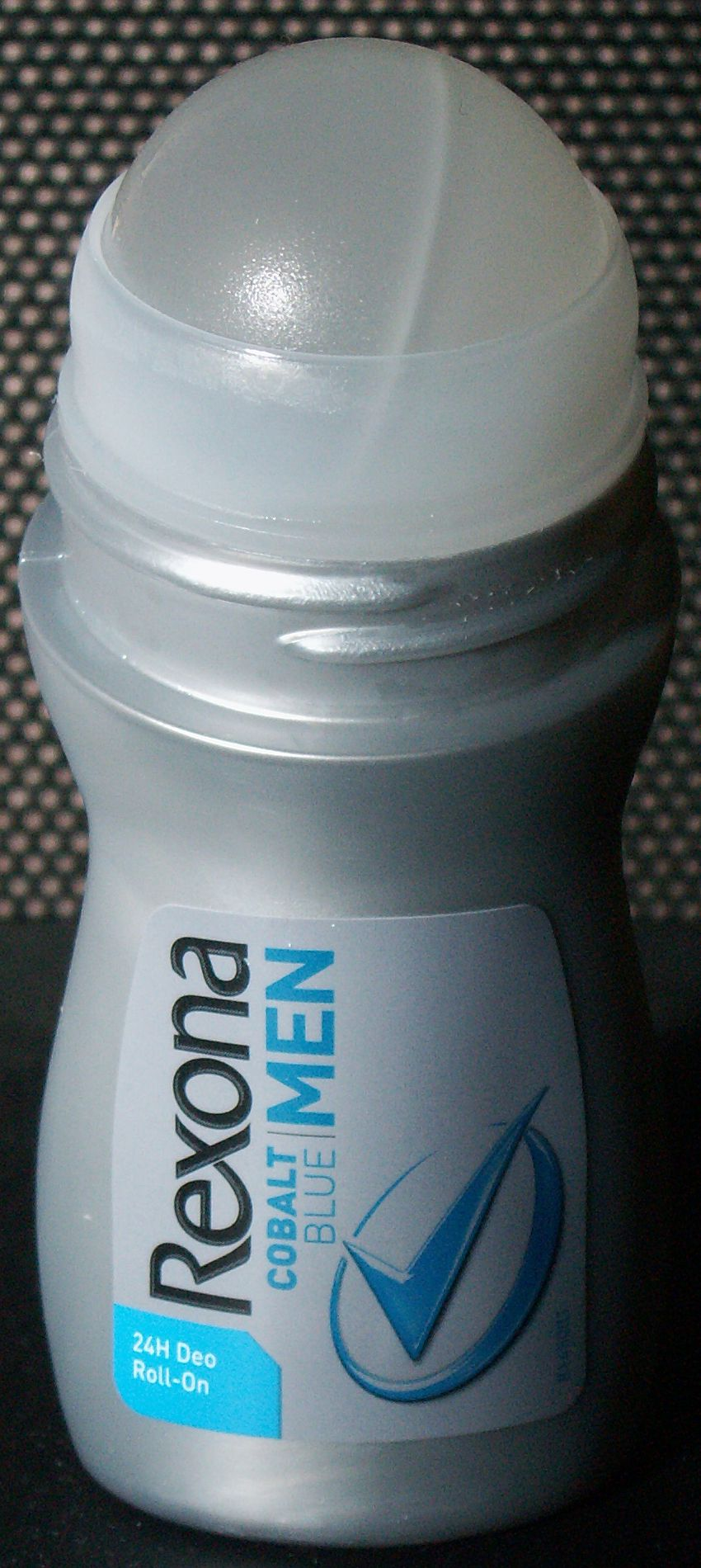
مزيل عرق، وتظهر فيه العلامة التجارية ريكسونا

مزيل الروائح أو المُزَرْوِح (نحتٌ من: مزيل رائحة) أو مزيل العرق هو مادة تستعمل لإزالة رائحة الجسم، الناتجة من نمو البكتيريا والرائحة التي تنتج عن تعطل البكتيريا. يستخدم في الإبطين والقدمين ومناطق أخرى في الجسم.

## التاريخ
في القرن التاسع، اخترع زرياب مزيل العرق تحت الذراع في الأندلس. وفي عام 1888 ، أنتج مزيل العرق التجاري الأول، مام، وعلى براءة اختراع من الولايات المتحدة في فيلادلفيا، بنسلفانيا، واسم المخترع لم يعرف.